# Maria Anna Wiktoria Bawarska
Maria Anna Wiktoria  Wittelsbach, franc. Marie Anne Christine Victoire Josèphe Bénédicte Rosalie Pétronille de Bavière (ur. 28 listopada 1660 w Monachium, zm. 20 kwietnia 1690 w Wersalu) – księżniczka bawarska, delfina Francji.

## Życiorys
Była najstarszą córką Ferdynanda Marii, elektora bawarskiego, i jego żony Adelajdy Henrietty Sabaudzkiej oraz prawnuczką króla Henryka IV i Marii Medycejskiej (poprzez swoją babcię Krystynę Marię Burbon). W 1668, w wieku ośmiu lat, została zaręczona z Ludwikiem Burbonem, delfinem Francji. Jako przyszła delfina odebrała staranną edukację i potrafiła posługiwać się kilkoma językami. Kiedy przybyła do Francji – w Strasburgu została zapowiedziana po niemiecku, ale sama przerwała prezentację wyjaśniając, że mówi po francusku. Jej francuski wywarł wrażenie na zebranych. Jej ślub z delfinem odbył się 7 marca 1680 w Châlons-sur-Marne.

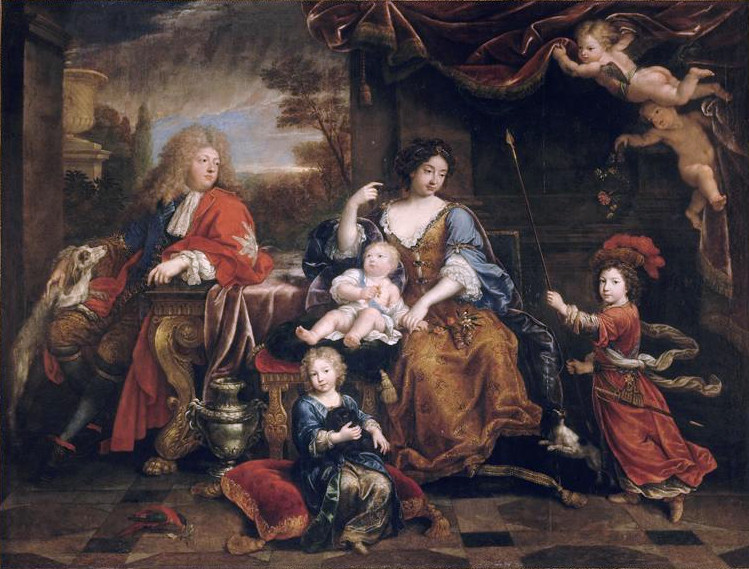
Maria Anna z mężem i dziećmi

Po śmierci królowej Marii Teresy Hiszpańskiej w 1683, Maria Anna została pierwszą damą na dworze królewskim, ale jej słabe zdrowie nie pozwoliło jej na wypełnianie obowiązków związanych z tym zaszczytem. Straciła sympatię króla Ludwika XIV, a jej mąż zaczął ją zdradzać. Zamknęła się w swoich apartamentach i tam wśród przyjaciół mówiła po niemiecku – jej mąż nie rozumiał tego języka. Nie była piękna – jej mąż określił ją jako "okropnie brzydką" (franc. horriblement laide), przez co ciężko jej było żyć na dworze, gdzie piękno bardzo się liczyło, a król Francji otaczał się pięknymi kobietami. Maria Anna popadła w depresję i zmarła w wieku 29 lat.

## Życie prywatne
- Ludwika, księcia Burgundii (1682-1712), kolejnego delfina Francji, ojca Ludwika XV,
- Filipa, księcia Andegawenii (1683-1746), króla Hiszpanii, męża (1) Marii Ludwiki Sabaudzkiej, (2) Elżbiety Farnese,
- Karola, księcia de Berry (1686-1714), męża Marii Ludwiki Elżbiety Orleańskiej.